# Nils Quiding (bokhandlare)
Nils Wilhelm Quiding, född 6 februari 1843 i Lövestad, död 20 november 1904 i Malmö, var en svensk bokhandlare i Karlshamn, Lund och Chicago.
Quiding arbetade för C. W. K. Gleerups förlag i Lund från mars 1858 till december 1860, varefter han övergick till bokhandeln C. W. K. Gleerups Sortiment fram till juli 1865.
I juli 1865 övertog han L. Lindgrens bokhandel i Karlshamn, en rörelse som grundats 1831 av M. Florén och nu fick namnet Nils Quidings bokhandel. I januari 1875 övertog han C. W. K. Gleerups Sortiment i Lund och ändrade firmanamnet till Gleerupska universitetsbokhandeln. Nils Quidings bokhandel i Karlshamn övertogs i samband med detta av Axel och Alexis Quiding. Rörelsen i Karlshamn blev senare Ivar Lundins bokhandel och var fortfarande verksam under detta namn år 2021.
I januari 1882 antogs han av Lunds universitet som universitetsbokhandlare. Samma år grundade han också ett antikvariat i staden, Quidings antikvariat.
Genom olika spekulativa affärer orsakade Quiding omfattande förluster och tvingades i januari 1886 i konkurs, något som även drabbade hans bröder Alexis och Herman som var ställda i borgensförbindelse med honom. Gleerups övertogs omedelbart av Hjalmar Möller, vars familj skulle komma att förvalta Gleerup i fem generationer. Driften av antikvariatet fortsattes av August Collin och Edvard Rietz. Förlaget övertogs av F. & G. Beijers förlag. Quiding drog sig även tillbaka från samhällslivet och avsade sig sin plats i Lunds stadsfullmäktige.
Efter konkursen flyttade Quiding till Berlin och senare till New York och Chicago. År 1892 blev han ombud för Beijer i Chicago. Han återvände senare till Sverige och arbetade en kort tid 1903 på Svedala sockerbruk.
Nils Quiding var gift med Anna Quiding, född Quiding (1852-1936).